# Мейвезер, Роджер
Ро́джер Ме́йвезер (англ. Roger Mayweather; 24 апреля 1961 года, Гранд-Рапидс, Мичиган, США — 17 марта 2020 года) — американский боксёр-профессионал, выступавший во 2-й полулёгкой, лёгкой, 1-й полусредней, средней и 1-й средней весовых категориях. Чемпион мира во 2-й полулёгкой (версия WBA, 1983—1984) и 1-й полусредней (версия WBC, 1987—1989). Тренировал своего племянника Флойда Мейвезера и Кристофера Лавджоя.

## Биография

### 1981—1999
Дебютировал в июле 1981 года.
В январе 1983 года в 8-м раунде нокаутировал чемпиона мира во 2-м полулёгком весе по версии WBA Сэмюэла Серрано.
В феврале 1984 года Мейвезер в 1-м раунде проиграл нокаутом Рокки Локриджу.
В июле 1985 года он во 2-м раунде проиграл нокаутом чемпиону мира во 2-м полулёгком весе по версии WBC Хулио Сесару Чавесу.
В марте 1987 года Мейвезер проиграл по очкам Пернеллу Уитакеру.
В ноябре 1987 год он в 6-м раунде нокаутировал чемпиона мира в 1-м полусреднем весе по версии WBC Рене Арредондо.
7 ноября 1988 года вышел на бой против Винни Пациенца. Мейвезер победил единогласным решением: 118/108 и 117/110 (дважды).
В мае 1989 год состоялся 2-й бой между Роджером Мейвезером и Хулио Сесаром Чавесом. Мейвезер проиграл нокаутом в 10-м раунде.
В декабре 1991 года он проиграл нокаутом в 9-м раунде Рафаэлю Пинеде в бою за вакантный титул чемпиона мира в 1-м полусреднем весе по версии IBF.
В июне 1995 года Мейвезер проиграл по очкам чемпиону мира в 1-м полусреднем весе по версии IBF Константину Цзю.
В мае 1999 года он провёл свой последний бой.
Скончался в марте 2020 года на 59 году жизни.

## Статистика профессиональных боёв
В таблице перечислены результаты всех поединков боксёров.
В каждой строке указан результат поединка. Дополнительно номер поединка обозначен цветом, который обозначает итог поединка. Расшифровка обозначений и цветов представлена в нижеследующей таблице.
| Пример | Расшифровка                     |
| ------ | ------------------------------- |
|        | Победа                          |
|        | Ничья                           |
|        | Поражение                       |
|        | Планируемый поединок            |
|        | Поединок признан несостоявшимся |
| КО     | Нокаут                          |
| ТКО    | Технический нокаут              |
| PTS    | Решение судей (по очкам)        |
| UD     | Единогласное решение судей      |
| MD     | Решение большинства судей       |
| SD     | Раздельное решение судей        |
| RTD    | Отказ от продолжения боя        |
| DQ     | Дисквалификация                 |
| NC     | Поединок признан несостоявшимся |

| 72 поединков, 59 побед (35 нокаутом), 13 поражений. | 72 поединков, 59 побед (35 нокаутом), 13 поражений. | 72 поединков, 59 побед (35 нокаутом), 13 поражений. | 72 поединков, 59 побед (35 нокаутом), 13 поражений. | 72 поединков, 59 побед (35 нокаутом), 13 поражений. | 72 поединков, 59 побед (35 нокаутом), 13 поражений. | 72 поединков, 59 побед (35 нокаутом), 13 поражений. |
| Бой                                                 | Рекорд                                              | Дата боя                                            | Соперник                                            | Место проведения боя                                | Раундов, время                                      | Примечание                                          |
| --------------------------------------------------- | --------------------------------------------------- | --------------------------------------------------- | --------------------------------------------------- | --------------------------------------------------- | --------------------------------------------------- | --------------------------------------------------- |
| 72                                                  | 59-13                                               | 8 мая 1999                                          | Хавьер Франциско Мендез (11-15-0)                   | Невада, США                                         | MD (10)                                             |                                                     |